# Tinkerbell (Schauspielerin)
Tinkerbell, eigentlich Ravit Rozen (hebräisch טינקרבל; * 4. September 1977 in Haifa, Israel) ist eine israelische Schauspielerin.

## Leben
Tinkerbell, gebürtig Ravit Rozen, begann im Alter von 17 Jahren ihre Karriere bei einem kleinen Nachrichtensender in Haifa. 1996 zog sie nach Tel Aviv-Jaffa, wo sie in mehreren kleinen Fernsehserien und Studentenfilmen mitspielte. Ihr Leinwanddebüt gab sie in der 1997 erschienenen und von Menashe Noy inszenierten Action-Komödie Overture 1812 an der Seite von Juliano Mer-Khamis und Keren Mor. Für ihre Darstellung der Michael in dem 2000 erschienenen und von Joseph Cedar inszenierten Drama Ha-Hesder wurde sie im selben Jahr für den israelischen Filmpreis Ophir Award als Beste Hauptdarstellerin ausgezeichnet. Zwei weitere Nominierungen erhielt sie für ihre Rollen in Haboleshet Hokeret und Bekarov, Yikre Lekha Mashehu Tov. Außerdem wurde sie 2001 für ihre Darstellung in Girafot als Beste Nebendarstellerin nominiert.

## Filmografie (Auswahl)
- 1997: Overture 1812
- 1997: Sipurim Kzarim Al Ahava (Miniserie)
- 2000: Ha-Hesder
- 2001: Girafot
- 2000: Haboleshet Hokeret
- 2000: Mashehu Totali
- 2001: Girafot
- 2002: Apartment #5C
- 2004: Ha-Bsora Al-Pi Elohim
- 2005: Besiman Venus (Miniserie)
- 2005: Bekarov, Yikre Lekha Mashehu Tov
- 2009: Du sollst nicht lieben (Einayim Petukhoth)
- 2009: FreeLand (Fernsehfilm)
- 2019: Peaches and Cream
- 2000: Ha-Hesder
- 2024: The Event Horizon (Kurzfilm)

## Auszeichnung (Auswahl)
Ophir Award
- 2000: Beste Hauptdarstellerin für Ha-Hesder
- 2000: Nominierung als Beste Hauptdarstellerin für Haboleshet Hokeret
- 2001: Nominierung als Beste Nebendarstellerin für Girafot
- 2005: Nominierung als Beste Hauptdarstellerin für Bekarov, Yikre Lekha Mashehu Tov